# Ёндол-паз
Ёндол-паз (эрз. ёндол — молния, паз — бог) — в традиционных верованиях эрзян бог молнии. В некоторых заговорах упоминается Ёндол-баба (женщина-молния), считавшаяся искусной целительницей. Молния в представлениях эрзян — стрела бога грома Пурьгине-паза, поражающего ею нечистую силу, неугодных. Относясь с суеверным страхом к грозному повелителю молнии, эрзянские крестьяне видели в нём покровителя летних гроз и дождей, от которых зависела судьба их урожая. Чтобы защитить от грозных стихий свои жилища, хозяйственные постройки, посевы, стога, скот, сады и огороды, они совершали жертвоприношения, умилостивительные обряды. С принятием христианства божества молнии и грома стали ассоциироваться с Ильёй-пророком. В Ильин день (20 июля по старому стилю, 2 августа — по новому) нельзя было работать, чтобы не прогневить пророка. При непогоде эрзяне жертвовали Пурьгине-пазу и Ёндол-пазу овцу или дерево, поражённое молнией.

## Источник
- Энциклопедия Мордовия, Н. Ф. Мокшин.